# La Forêt de l'Étrange
La Forêt de l'Étrange (ou Aventure dans la forêt des secrets ; Over the Garden Wall) est une mini-série télévisée d'animation américaine créée par Patrick McHale et diffusée aux États-Unis entre le 3 novembre 2014 et le 7 novembre 2014 sur Cartoon Network.  En France, la série est diffusée sur Cartoon Network France depuis le 26 octobre 2015.
La série d'animation est adaptée sous forme de comics, publiés en anglais par Boom! Studios à partir de 2014.

## Synopsis
La série relate les aventures de deux demi-frères, Wirt et Greg, qui cherchent à tout prix à retrouver le chemin de leur maison à travers une forêt mystérieuse appelée l'Inconnu.
Wirt, l’aîné, de nature anxieuse et solitaire, nourrit une passion pour la clarinette et la poésie, mais la garde généralement pour lui, de crainte d'être moqué. À l’inverse, Greg, le cadet, est plus naïf et insouciant, ce qui irrite souvent Wirt. Greg transporte avec lui une grenouille qu'il a trouvée, et ses tentatives répétées pour lui trouver un nom sont un ressort comique récurrent. 
Au cours de leurs aventures ils vont faire la rencontre de divers personnages plus ou moins extravagants comme Béatrice, un oiseau doué de la parole qui cherche à sauver sa famille, mais aussi inquiétants comme l'énigmatique Bête qui se tapit dans la forêt à la recherche d'âmes esseulées.
De nombreux épisodes s'inspirent de contes populaires et d'histoires pour enfants du XIXe et du début du XXe siècle, tandis que le style d'animation et de narration s'inspire largement des premiers cartoons américains.

## Personnages

### Grégory
Grégory est le jeune demi-frère de Wirt. C'est un garçon plein d'énergie et très imaginatif. Il apparaît comme l'opposé de Wirt, de par son optimisme, ce qui est dû à son très jeune âge. Il a tendance à suivre Wirt au pied de la lettre. Il est de petite taille, et porte une salopette verte avec des chaussures noires, une sacoche marron, et un haut blanc à col. Il se remarque à la théière qu'il porte sur la tête afin de ressembler à un éléphant, comme costume d'Halloween. Contrairement à Wirt, il apparaît insouciant face au danger. Il a une grenouille comme animal de compagnie dont le nom change régulièrement. Il se balade toujours avec une pierre dans sa poche.   

### Wirt
Wirt est le demi-frère de Grégory, et est plus âgé que celui-ci. C'est un adolescent pessimiste qui a tendance à dramatiser les situations. Il reste toutefois naïf de par sa jeunesse. Il est souvent agacé par le comportement de Grégory, bien qu'il l'aime profondément, et joue souvent le rôle de protecteur pour lui. Il est habillé d'un chapeau pointu rouge qui a été fait à partir d'un chapeau de Père Noël, d'une cape d'infirmière bleu foncée avec des boutons dorés, d'un pantalon gris, d'une chemise blanche et de fines bretelles. Il porte une chaussure noire et une chaussure marron. Ses habits sont en fait un costume d'Halloween improvisé. Il est facilement effrayé, et a peur d'avouer son amour à Sara. Il aime la poésie et sait jouer de la clarinette.

### Béatrice
Béatrice est un oiseau femelle bleu qui parle. Elle suit Wirt et Grégory dans leurs péripéties, après qu'ils l'ai aidée à sortir d'un buisson d'où elle s'était retrouvée prisonnière. Béatrice est en réalité une humaine qui a été maudite : elle et sa famille ont été changés en oiseaux. Elle est à la recherche d'une vieille femme nommée Adélaïde, afin de lui trouver un enfant comme serviteur en l'échange d'une paire de ciseaux magiques qui romprait sa malédiction.

### Autres personnages
- Le Bûcheron
- La Bête
- Lorna
- Enoch
- Tatie murmures
- Adélaïde
- Melle Langtree
- Sara
- Mr. Langtree
- Jimmy Brown
- La mère de Béatrice
- Le boucher
- Le boulanger
- La Sage-femme
- Le Maître
- L'Élève
- Le tailleur
- La tavernière
- Le fabricant de jouets
- Jason Funderburker
- Fred le cheval
- Oncle Endicott
- Quincy Endicott

## Distribution

### Voix originales
- Elijah Wood : Wirt
- Collin Dean : Gregory
- Melanie Lynskey : Beatrice
- Christopher Lloyd : The Woodsman (Le Bûcheron)
- Samuel Ramey : The Beast (La Bête)
- Jack Jones : Gregory's Frog
- John Cleese : Adelaide
- Emily Brundige : Sara
- Shirley Jones : Beatrice's Mother
- Janet Klein : Mrs. Langtree
- Frank Fairfield : The Toymaker

### Voix françaises
- Renan Luce : Wirt
- Anaïs Delva : Béatrice
- Marie Facundo : Gregory
- Bernard Alane : Le Bûcheron
- Yoni Amar : La Bête
- Thierry Gondet : Adélaïde
- Céline Legendre-Herda : Lorna
- Frédéric Cerdal : Tatie Murmures
- Franck Capillery : Fred le cheval
- Olivier Constantin : Chant générique d'ouverture / la grenouille de Greg
- Marie-Charlotte Leclaire : Un des angelots / Kathleen
- Philippe Peythieu : Quincy Endicott
- Léovanie Raud : Mlle Langtree
- Anne Rondeleux : Marguerite
- Gabriel le Doze : M. Langtree
- Sophie Delmas : La mère de Béatrice
- Véronique Alycia : La tavernière
- Philippe Catoire : Enoch
- Thierry Ragueneau, Léovanie Raud, Marion Posta, Vincent Heden, Sophie Delmas, Thierry Gondet : Les citoyens de Pottsfield

## Épisodes
- Épisode pilote : Le Livre de l'inconnu (Tome of the Unknown: Harvest Melody)

1. Le Vieux moulin à blé (The Old Grist Mill)
2. Les Mystérieux habitants de Pottsfield (Hard Times at the Huskin' Bee)
3. Folies à l'école (Schooltown Follies)
4. Les Chants de la lanterne mystérieuse (Songs of the Dark Lantern)
5. L'Amour fou (Mad Love)
6. La Légende du pays aux grenouilles (Lullaby in Frogland)
7. Le Tintement de la clochette (The Ringing of the Bell)
8. Les Enfants de la forêt (Babes in the Wood)
9. En route vers l'inconnu (Into the Unknown)
10. Vers l'inconnu (The Unknown)

## Adaptation en bande dessinée
Une adaptation en comics sous forme de one-shot est annoncée en octobre 2014. Produits par KaBoom!, un label de Boom! Studios, la bande dessinée est publiée le 5 novembre 2014. Le comic est supervisé par Patrick McHale et produit comme un volume spécial grand format. Il est illustré par Jim Campbell, un scénariste et artiste de la série d'animation. Une version alternative avec une couverture dessinée par McHale est également publiée. Le succès rencontré par ce premier volume mène à la commande en mai 2015 d'autres numéros, qui commencent à paraître en août 2015. Selon McHale, les comics suivant continueront, à l'instar du one-shot, de détailler des événements se déroulant entre les épisodes de la série d'animation afin d'élargir son univers. L'accueil positif de ces volumes mène à la mise en place d'une série de comics servant de suite et de préquelle à la mini-série d'animation au lieu de prendre place durant cette dernière. Les histoires sont menées de manière parallèles, avec d'un côté Greg retournant au pays des rêves durant son sommeil, et de l'autre les aventures d'Anna, la fille du bûcheron, lorsqu'elle se perd dans l'Inconnu. Après la fin de la série principale en novembre 2017, les comics continuent de paraître en tant que mini-séries et roman graphiques au scénario inédit,,,.

### Liste des volumes
| Titre                                                   | Numéro                                                  | Date de sortie    | Scénario                             | Dessin                              | Volume relié                                             |
| ------------------------------------------------------- | ------------------------------------------------------- | ----------------- | ------------------------------------ | ----------------------------------- | -------------------------------------------------------- |
|                                                         |                                                         |                   |                                      |                                     |                                                          |
| Over the Garden Wall (volume spécial)                   | #1                                                      | 5 novembre 2014   | Pat McHale                           | Jim Campbell                        | Tome of the Unknown Trade paperback (ISBN 9781608868360) |
|                                                         |                                                         |                   |                                      |                                     | Tome of the Unknown Trade paperback (ISBN 9781608868360) |
| Over the Garden Wall (mini-série)                       | #1                                                      | 26 août 2015      | Pat McHale                           | Jim Campbell                        | Tome of the Unknown Trade paperback (ISBN 9781608868360) |
| Over the Garden Wall (mini-série)                       | #2                                                      | 23 septembre 2015 | Pat McHale                           | Jim Campbell                        | Tome of the Unknown Trade paperback (ISBN 9781608868360) |
| Over the Garden Wall (mini-série)                       | #3                                                      | 28 octobre 2015   | Pat McHale                           | Jim Campbell                        | Tome of the Unknown Trade paperback (ISBN 9781608868360) |
| Over the Garden Wall (mini-série)                       | #4                                                      | 25 novembre 2015  | Pat McHale                           | Jim Campbell                        | Tome of the Unknown Trade paperback (ISBN 9781608868360) |
|                                                         |                                                         |                   |                                      |                                     |                                                          |
| Over the Garden Wall (série principale)                 | #1                                                      | 27 avril 2016     | Jim Campbell Amalia Levari           | Jim Campbell Cara McGee             | Volume 1 Trade paperback (ISBN 9781608869404)            |
| Over the Garden Wall (série principale)                 | #2                                                      | 25 mai 2016       | Jim Campbell Amalia Levari           | Jim Campbell Cara McGee             | Volume 1 Trade paperback (ISBN 9781608869404)            |
| Over the Garden Wall (série principale)                 | #3                                                      | 22 juin 2016      | Jim Campbell Amalia Levari           | Jim Campbell Cara McGee             | Volume 1 Trade paperback (ISBN 9781608869404)            |
| Over the Garden Wall (série principale)                 | #4                                                      | 27 juillet 2016   | Jim Campbell Amalia Levari           | Jim Campbell Cara McGee             | Volume 1 Trade paperback (ISBN 9781608869404)            |
| Over the Garden Wall (série principale)                 |                                                         |                   |                                      |                                     |                                                          |
| Over the Garden Wall (série principale)                 | #5                                                      | 24 août 2016      | George Mager                         | George Mager                        | Volume 2 Trade paperback (ISBN 9781684150069)            |
| Over the Garden Wall (série principale)                 | #6                                                      | 28 septembre 2016 | Jim Campbell Amalia Levari           | Jim Campbell Cara McGee             | Volume 2 Trade paperback (ISBN 9781684150069)            |
| Over the Garden Wall (série principale)                 | #7                                                      | 26 octobre 2016   | Jim Campbell Amalia Levari           | Jim Campbell Cara McGee             | Volume 2 Trade paperback (ISBN 9781684150069)            |
| Over the Garden Wall (série principale)                 | #8                                                      | 23 novembre 2016  | Jim Campbell Amalia Levari           | Jim Campbell Cara McGee             | Volume 2 Trade paperback (ISBN 9781684150069)            |
| Over the Garden Wall (série principale)                 |                                                         |                   |                                      |                                     |                                                          |
| Over the Garden Wall (série principale)                 | #9                                                      | 28 décembre 2016  | Danielle Burgos Kiernan Sjursen-Lien | Jim Campbell Cara McGee             | Volume 3 Trade paperback (ISBN 9781684150601)            |
| Over the Garden Wall (série principale)                 | #10                                                     | 25 janvier 2017   | Danielle Burgos Kiernan Sjursen-Lien | Jim Campbell Cara McGee             | Volume 3 Trade paperback (ISBN 9781684150601)            |
| Over the Garden Wall (série principale)                 | #11                                                     | 22 février 2017   | Danielle Burgos Kiernan Sjursen-Lien | Jim Campbell Cara McGee             | Volume 3 Trade paperback (ISBN 9781684150601)            |
| Over the Garden Wall (série principale)                 | #12                                                     | 5 avril 2017      | George Mager                         | George Mager                        | Volume 3 Trade paperback (ISBN 9781684150601)            |
| Over the Garden Wall (série principale)                 |                                                         |                   |                                      |                                     |                                                          |
| Over the Garden Wall (série principale)                 | #13                                                     | 10 mai 2017       | Danielle Burgos Kiernan Sjursen-Lien | James Campbell Kiernan Sjursen-Lien | Volume 4 Trade paperback (ISBN 9781684151851)            |
| Over the Garden Wall (série principale)                 | #14                                                     | 31 mai 2017       | Danielle Burgos Kiernan Sjursen-Lien | James Campbell Kiernan Sjursen-Lien | Volume 4 Trade paperback (ISBN 9781684151851)            |
| Over the Garden Wall (série principale)                 | #15                                                     | 28 juin 2017      | Danielle Burgos Kiernan Sjursen-Lien | James Campbell Cara McGee           | Volume 4 Trade paperback (ISBN 9781684151851)            |
| Over the Garden Wall (série principale)                 | #16                                                     | 26 juillet 2017   | George Mager                         | Kiernan Sjursen-Lien                | Volume 4 Trade paperback (ISBN 9781684151851)            |
| Over the Garden Wall (série principale)                 |                                                         |                   |                                      |                                     |                                                          |
| Over the Garden Wall (série principale)                 | #17                                                     | 23 août 2017      | Kiernan Sjursen-Lien                 | Kiernan Sjursen-Lien                | Volume 5 Trade paperback (ISBN 9781684152421)            |
| Over the Garden Wall (série principale)                 | #18                                                     | 27 septembre 2017 | Kiernan Sjursen-Lien                 | Kiernan Sjursen-Lien                | Volume 5 Trade paperback (ISBN 9781684152421)            |
| Over the Garden Wall (série principale)                 | #19                                                     | 25 octobre 2017   | Kiernan Sjursen-Lien                 | Kiernan Sjursen-Lien                | Volume 5 Trade paperback (ISBN 9781684152421)            |
| Over the Garden Wall (série principale)                 | #20                                                     | 15 novembre 2017  | Kiernan Sjursen-Lien                 | Jim Campbell                        | Volume 5 Trade paperback (ISBN 9781684152421)            |
|                                                         |                                                         |                   |                                      |                                     |                                                          |
| Over the Garden Wall: Hollow Town                       | #1                                                      | 19 septembre 2018 | Celia Lowenthal                      | Jorge Monlongo                      | Trade paperback (ISBN 9781684153831)                     |
| Over the Garden Wall: Hollow Town                       | #2                                                      | 24 octobre 2018   | Celia Lowenthal                      | Jorge Monlongo                      | Trade paperback (ISBN 9781684153831)                     |
| Over the Garden Wall: Hollow Town                       | #3                                                      | 28 novembre 2018  | Celia Lowenthal                      | Jorge Monlongo                      | Trade paperback (ISBN 9781684153831)                     |
| Over the Garden Wall: Hollow Town                       | #4                                                      | 19 décembre 2018  | Celia Lowenthal                      | Jorge Monlongo                      | Trade paperback (ISBN 9781684153831)                     |
| Over the Garden Wall: Hollow Town                       | #5                                                      | 23 janvier 2019   | Celia Lowenthal                      | Jorge Monlongo                      | Trade paperback (ISBN 9781684153831)                     |
|                                                         |                                                         |                   |                                      |                                     |                                                          |
| Over the Garden Wall: Distillatoria                     | Over the Garden Wall: Distillatoria                     | 21 novembre 2018  | Jonathan Case                        | Jim Campbell                        | Roman graphique inédit (ISBN 9781684152681)              |
| Over the Garden Wall: Circus Friends                    | Over the Garden Wall: Circus Friends                    | 2 octobre 2019    | Jonathan Case                        | John Golden                         | Roman graphique inédit                                   |
| Over the Garden Wall: The Benevolent Sisters of Charity | Over the Garden Wall: The Benevolent Sisters of Charity | 21 octobre 2020   | Sam Johns                            | Jim Campbell                        | Roman graphique inédit                                   |
|                                                         |                                                         |                   |                                      |                                     |                                                          |
| Over the Garden Wall: Soulful Symphonies (mini-série)   | #1                                                      | 7 août 2019       | Birdie Willis                        | Rowan MacColl                       | Trade paperback                                          |
| Over the Garden Wall: Soulful Symphonies (mini-série)   | #2                                                      | 4 septembre 2019  | Birdie Willis                        | Rowan MacColl                       | Trade paperback                                          |
| Over the Garden Wall: Soulful Symphonies (mini-série)   | #3                                                      | 2 octobre 2019    | Birdie Willis                        | Rowan MacColl                       | Trade paperback                                          |
| Over the Garden Wall: Soulful Symphonies (mini-série)   | #4                                                      | 6 novembre 2019   | Birdie Willis                        | Rowan MacColl                       | Trade paperback                                          |
| Over the Garden Wall: Soulful Symphonies (mini-série)   | #5                                                      | 4 décembre 2019   | Birdie Willis                        | Rowan MacColl                       | Trade paperback                                          |